# 长岭乡 (金寨县)
长岭乡，是中华人民共和国安徽省六安市金寨县下辖的一个乡镇级行政单位。

## 行政区划
长岭乡下辖以下地区：
长山冲村、长春村、界岭村、胜利村、两河村、洪畈村和永佛村。